# 官涌市政大廈

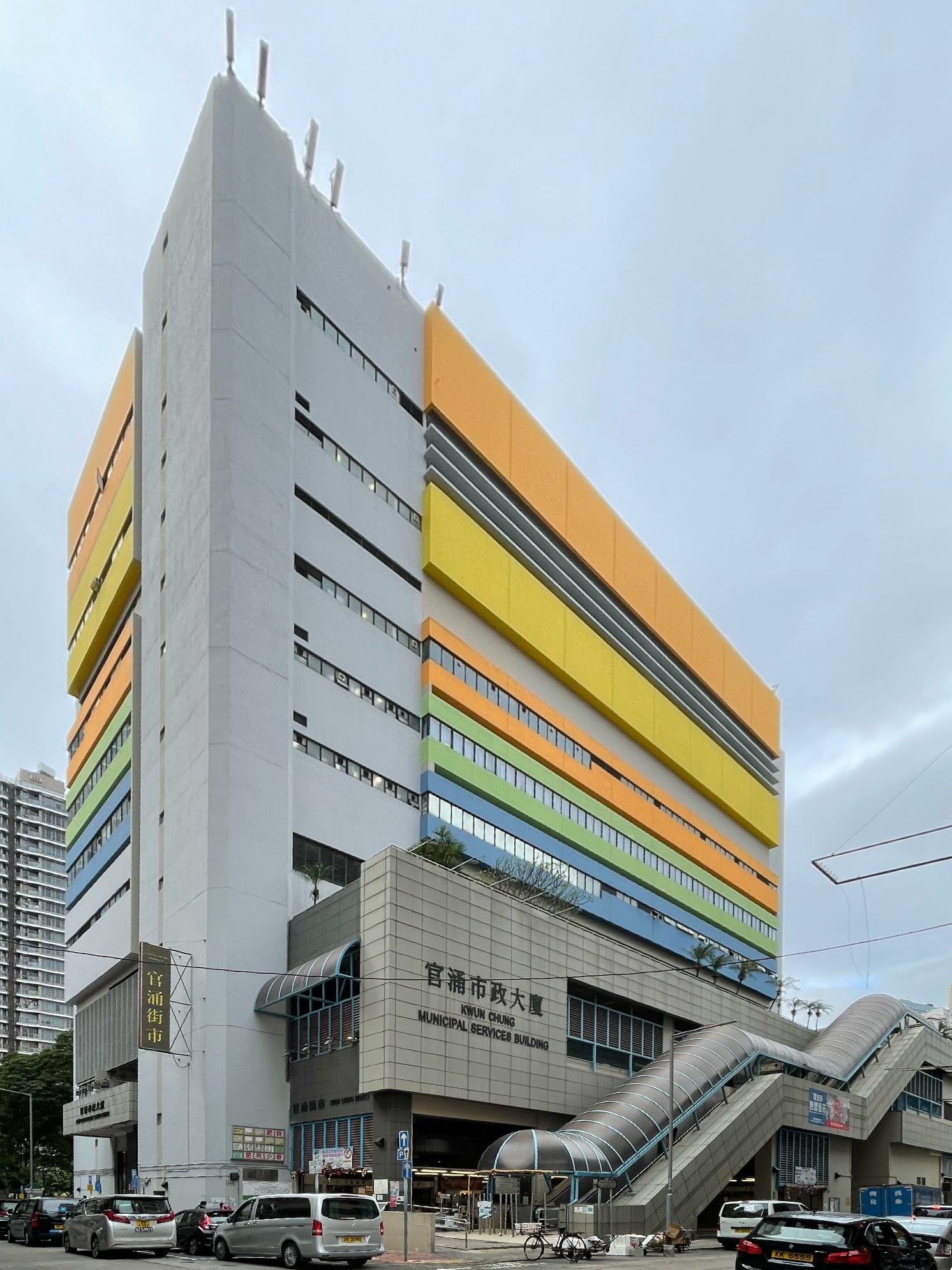
官涌市政大廈全貌

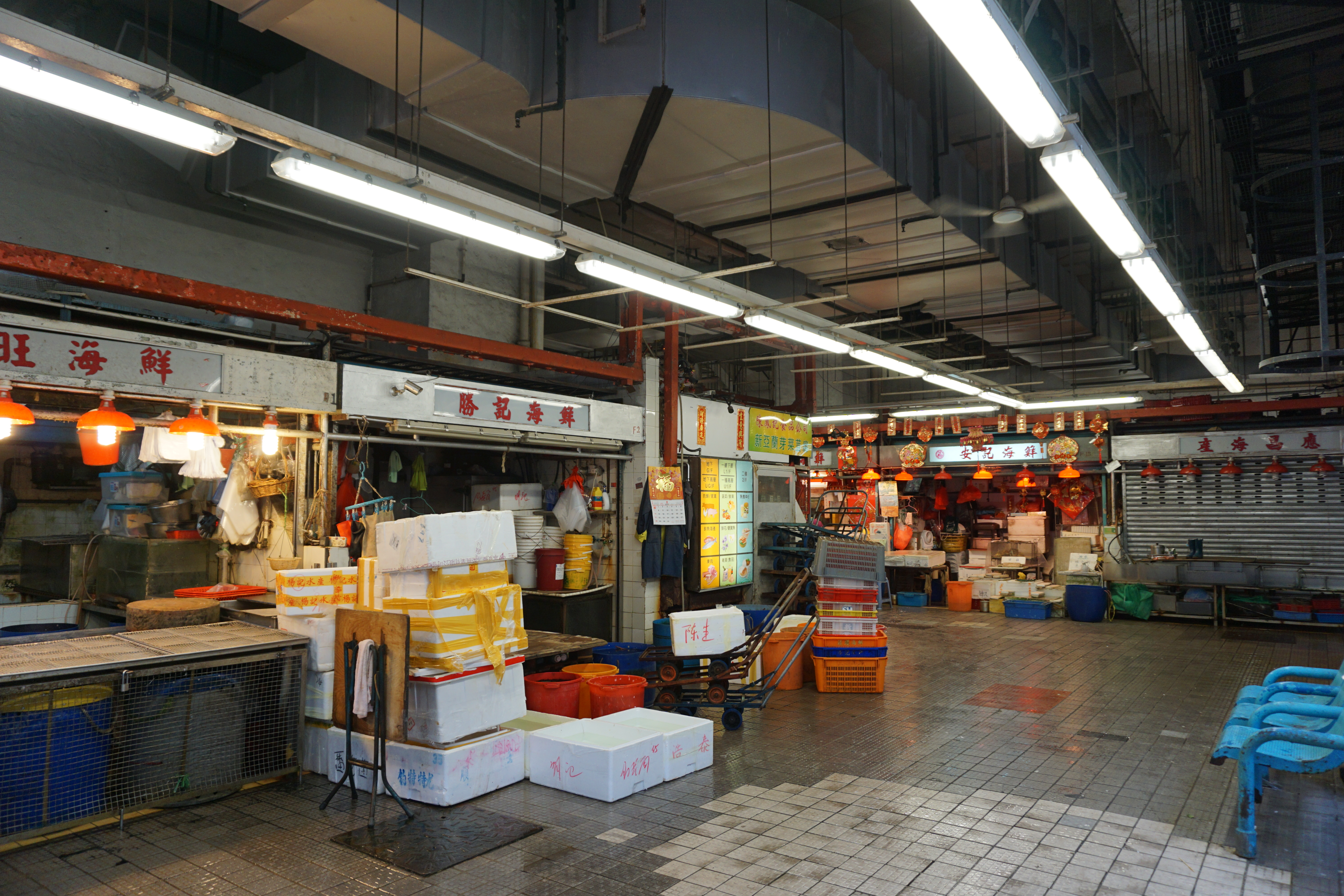
官涌街市地下

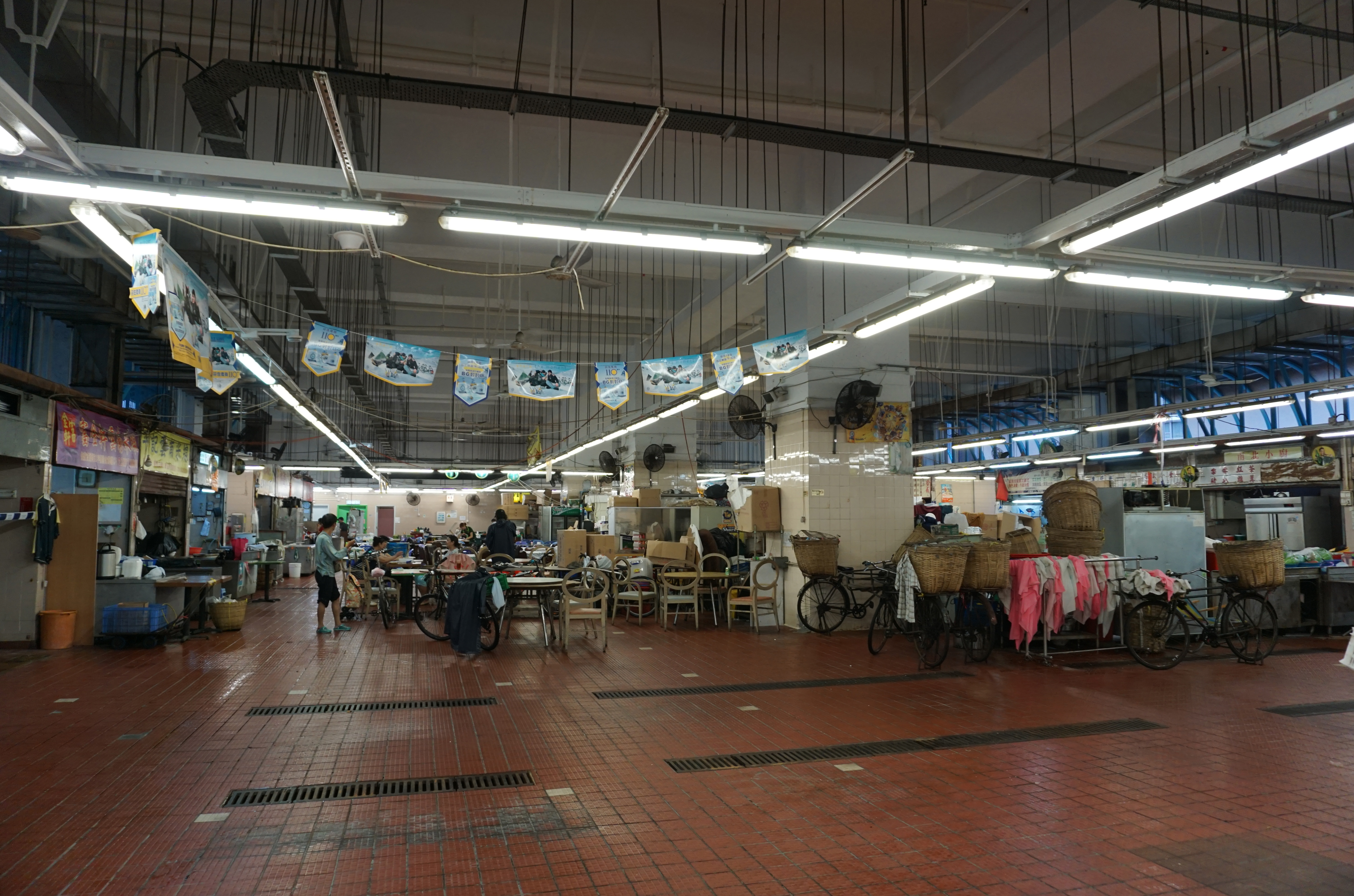
官涌市政大廈熟食中心

官涌市政大廈（英語：Kwun Chung Municipal Services Building），由王歐陽（香港）有限公司設計，是香港一座多元化綜合功能的市政大樓，官涌市政大廈座落於九龍官涌寶靈街17號。南面為寶靈街、東面為官涌街、西面及北面為佐治五世紀念公園。內有室內體育館（5至6樓）、油尖區環境衞生辦事處（3至4樓）、熟食中心（2樓）及官涌街市等。
官涌體育館佔地5,530平方米，於1991年1月2日正式啟用。設施包括多用途主場、舞蹈室、健身室及多用途活動室等。
政府在《2023-24年度財政預算案》公布文化體育及旅遊局正研究把官涌市政大廈部分未善用的樓層改建成為「城市運動體育中心」，以提供適合運動攀登及滑板等城市運動的場地，亦有報導指設施中包括五人足球場。並擬於2023年3月底就關閉官涌街市及其熟食中心的安排，並改建為「城市運動體育中心」的計劃諮詢油尖旺區議會。
值得一提的是，官涌市政大廈現已成為當地僅有仍然保留使用傳統地名「官涌」命名的建築物和公共設施，自地鐵（今港鐵）荃灣綫佐敦站於1979年啟用後，香港市民和媒體多將「佐敦」當作地名使用，至今絕大部分區外市民更已遺忘「官涌」之名。

## 鄰近
- 九龍佐治五世紀念公園
- 寶靈街
- 西九文化區（戲曲中心）

## 圖片集

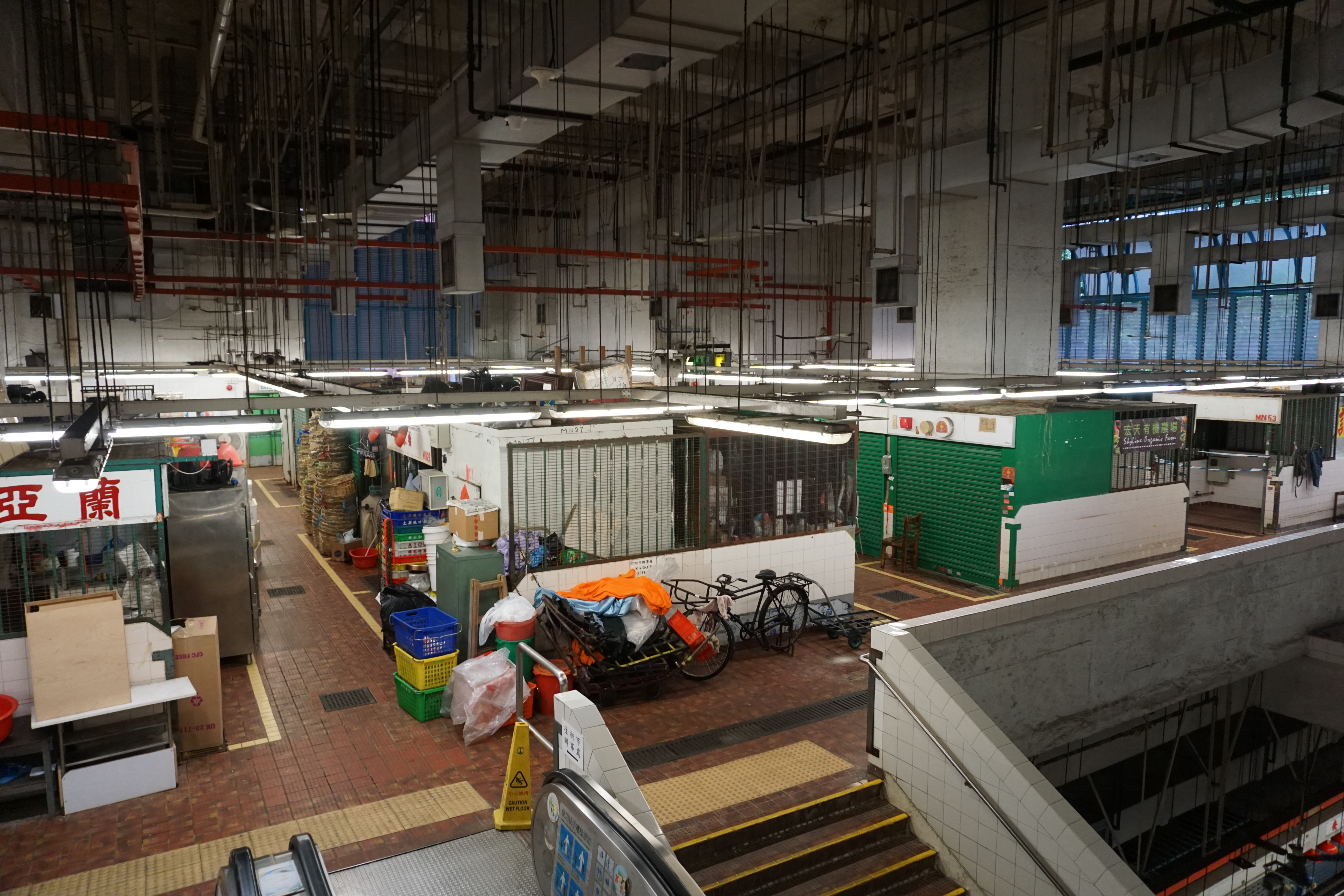
官涌街市一樓下層
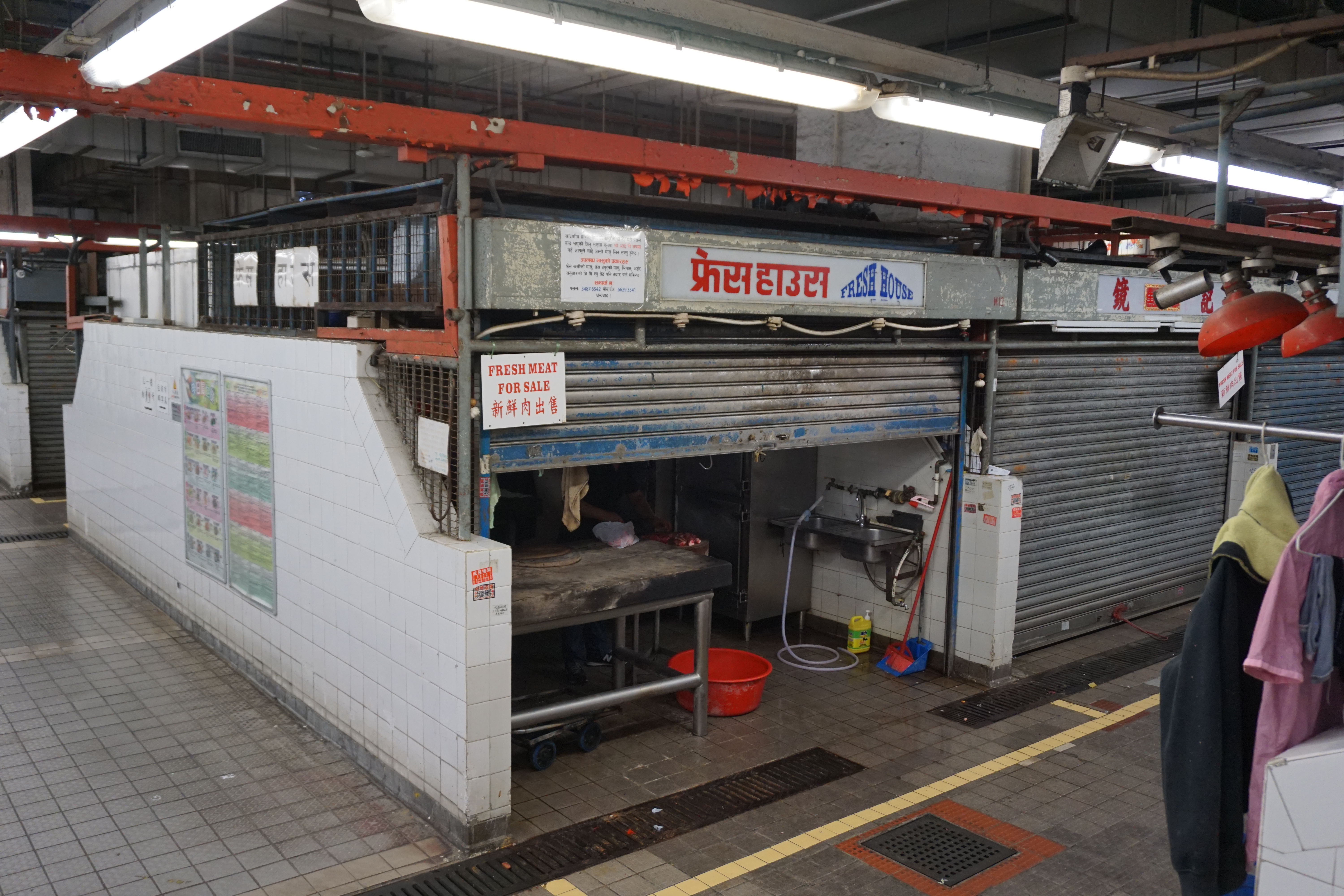
街市部份商戶由南亞裔人士經營
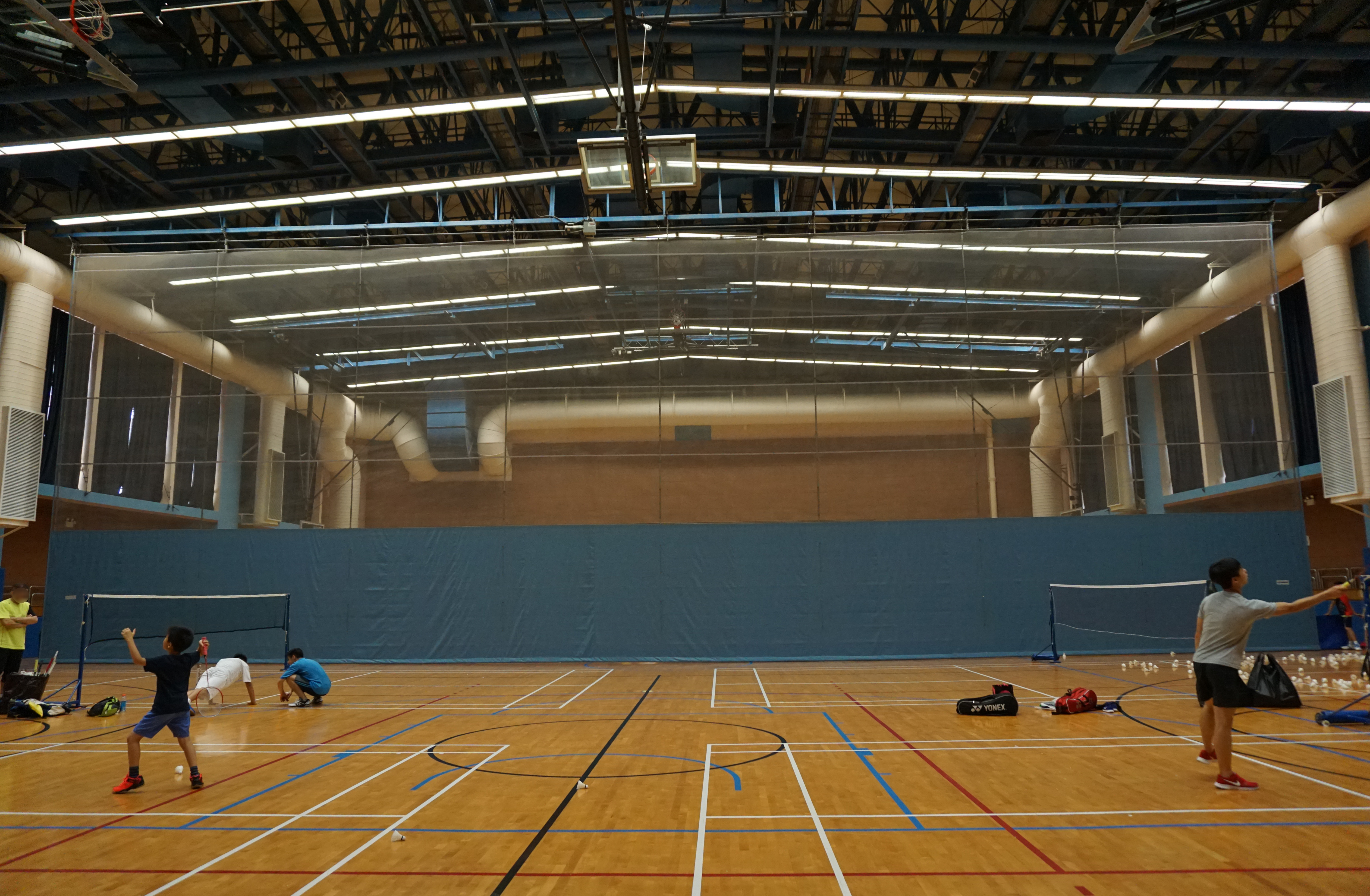
官涌體育館主場館

## 外部連結
维基共享资源上的相關多媒體資源：官涌市政大廈